# Première procédure de destitution de Donald Trump

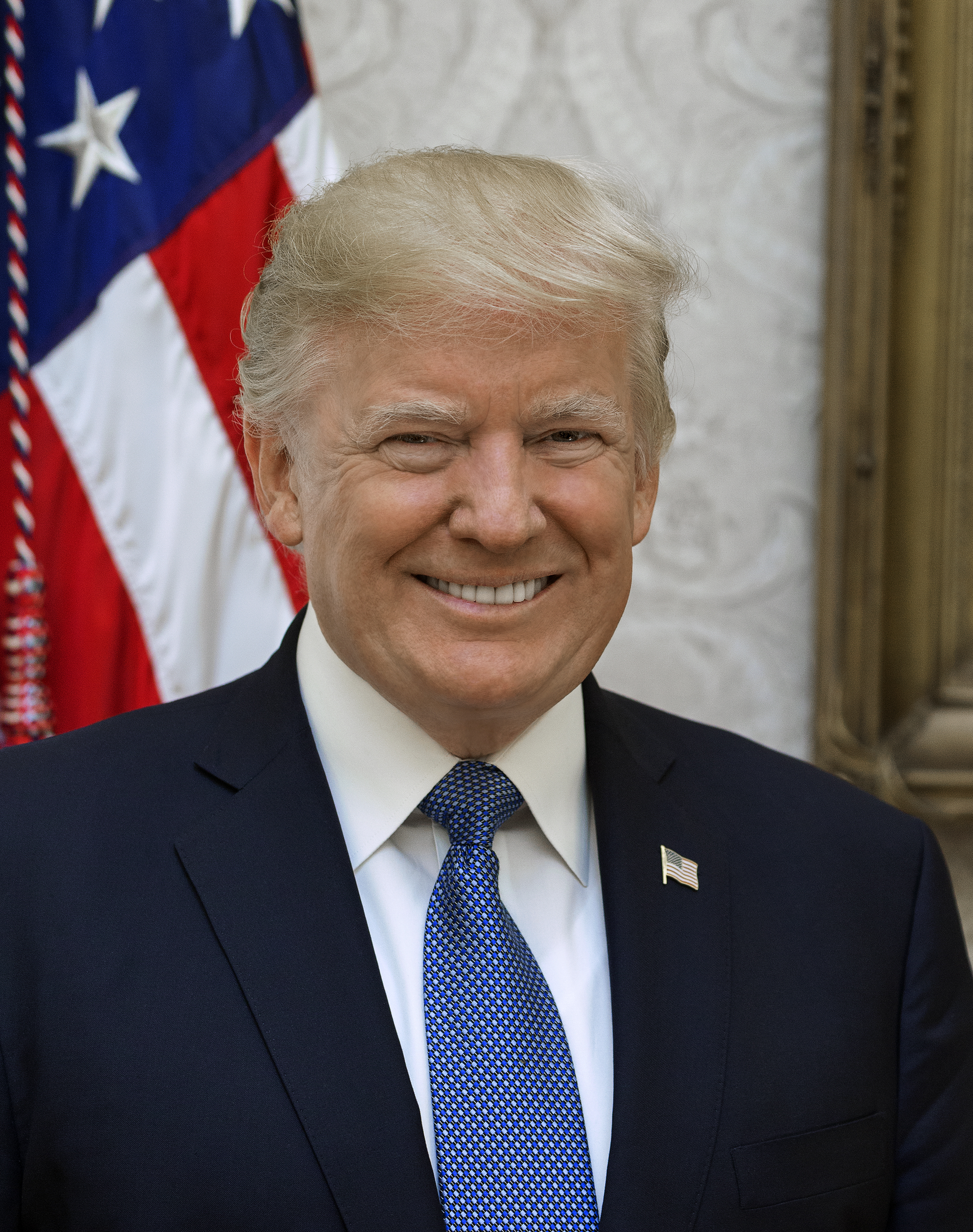
Donald Trump en 2017.

La première procédure de destitution de Donald Trump, 45e président des États-Unis, est la procédure législative lancée par le Parti démocrate envers le président américain, issu des républicains. Elle s'étend de la fin de l'année 2019 au début de 2020.
Dès le début du mandat de Donald Trump, en 2017, ses opposants font valoir qu’il se serait livré à des activités passibles de destitution (« impeachment »), notamment à la suite de l’affaire du Russiagate. Une partie des démocrates, majoritaires à la Chambre des représentants, se montre d’abord assez réticente à déclencher une telle procédure et le Russiagate n’aboutit pas.
La procédure est finalement lancée dans le cadre de la controverse concernant Donald Trump et l'Ukraine. En effet, de mai à août 2019, Donald Trump, candidat à un second mandat présidentiel, et son avocat personnel Rudy Giuliani auraient fait pression sur l’exécutif ukrainien pour lancer une enquête sur l'ancien vice-président Joe Biden, candidat présenté comme l'un des favoris à la primaire démocrate pour l'élection présidentielle de 2020, ainsi que sur son fils Hunter. Un lanceur d'alerte accuse également la Maison-Blanche d'avoir tenté de dissimuler le contenu d’un appel téléphonique avec le président ukrainien, Volodymyr Zelensky.
Donald Trump est mis en accusation par la Chambre des représentants en décembre 2019 pour « abus de pouvoir » et « entrave à la bonne marche du Congrès », devenant le troisième président américain à être inculpé et à être jugé par le Sénat, après Andrew Johnson en 1868 et Bill Clinton en 1998. D’une durée de deux semaines, son procès en destitution devant le Sénat aboutit à son acquittement, le 5 février 2020.

## Contexte et préludes

### Premiers débats sur une possible destitution
Les premières demandes pour destituer Donald Trump se concrétisent en mai 2017, du fait du soutien de certains membres républicains du Congrès à cette idée. Elles se fondent sur des accusations d'ingérences russes et de soupçons de collusion entre le candidat Donald Trump et les services secrets russes lors de la campagne présidentielle de 2016 aux États-Unis,. Une résolution d'impeachment échoue en décembre 2017 dans une Chambre des représentants alors dominée par les Républicains[réf. nécessaire].
Le Parti démocrate devient majoritaire à la Chambre des représentants à la suite des élections de novembre 2018, mais le Parti républicain conserve le Sénat. Les Démocrates lancent plusieurs enquêtes sur les actions et les finances de Trump. Le 17 janvier 2019, de nouvelles accusations impliquant Trump font surface selon lesquelles il a demandé à son avocat de longue date Michael Cohen de mentir sous serment concernant la participation de Donald Trump à des discussions avec le gouvernement russe pour ériger une tour à Moscou[réf. nécessaire].
Le rapport Mueller, publié le 18 avril 2019, n'aboutit à aucune conclusion concernant une possible entrave à la justice de la part de Donald Trump. Mueller laisse fortement entendre qu'il appartient au Congrès de prendre une telle décision. En conséquence, la volonté de la Chambre de lancer une mise en accusation se renforce. La présidente de la Chambre, Nancy Pelosi, refuse de donner suite aux appels à la destitution. En mai 2019, elle indique que les actions continues de Trump, qu'elle qualifie d'obstruction à la justice et de refus d'honorer les assignations à comparaître au Congrès, pourraient rendre nécessaire une enquête de mise en accusation,.
Le 27 septembre 2019, des informations semblent indiquer que la Maison-Blanche a utilisé un système informatique hautement classifié pour stocker des mémorandums de conversations avec les dirigeants et les responsables de pays tels que l'Ukraine, l'Arabie saoudite et la Russie. Cela est vu par les critiques et les médias comme une tentative délibérée de cacher des informations potentiellement dommageables. Le 27 septembre également, il est dit que Trump a déclaré aux responsables russes en 2017 qu'il n'était pas préoccupé par l'ingérence russe dans les élections américaines.
Si Donald Trump avait été empêché de gouverner, les personnes appelées à le remplacer dans l'ordre de succession présidentielle auraient été le vice-président, Mike Pence, puis la présidente de la Chambre des représentants, Nancy Pelosi, puis le président pro tempore du Sénat, Chuck Grassley. Les réticences initiales des démocrates à lancer la procédure étaient notamment dues au fait qu'ils ne sont guère enthousiasmés par Mike Pence, plus conservateur que Donald Trump,.

### Controverse concernant Donald Trump et l'Ukraine
Entre mai et août 2019, le président Trump, candidat à sa réélection pour 2020, et son avocat personnel Rudy Giuliani pressent le gouvernement ukrainien d'enquêter sur les activités commerciales de Hunter Biden, fils du candidat à l'élection présidentielle de 2020, Joe Biden, siégeant au conseil d'administration de la société ukrainienne de gaz naturel Burisma Holdings.
Un rapport dénonce de telles pressions survenues lors d'un appel téléphonique entre Trump et Zelensky en juillet 2019, dans lequel le président américain mentionne deux enquêtes possibles qu'il espère voir l'Ukraine lancer. L'une d'elles concernerait la société américaine de technologie de cybersécurité CrowdStrike. L'autre enquête concernait Joe Biden et les relations commerciales ukrainiennes de son fils Hunter Biden. Le rapport accuse la Maison-Blanche d'avoir tenté de cacher la transcription officielle de l'appel téléphonique.
En juillet 2019, Donald Trump suspend l'aide militaire à l'Ukraine, en ne fournissant aucune explication. Des sénateurs démocrates, dont Bob Menendez et Chris Murphy, laissent entendre que cette suspension pourrait avoir pour but de faire implicitement ou explicitement pression sur le gouvernement ukrainien pour qu'il enquête sur Hunter Biden.
Le 22 septembre 2019, peu après que ces allégations sont devenues publiques, Donald Trump admet qu'il a discuté de Joe Biden lors d'un appel le 25 juillet avec le président ukrainien Volodymyr Zelensky. Le 25 septembre, la Maison-Blanche publie une partie de la conversation de Trump avec Zelensky ; le même jour, la plainte du lanceur d'alerte est transmise au Congrès. Le 26 septembre, Donald Trump accuse le lanceur d'alerte d'être un « espion » et d'être coupable de trahison, dont il souligne qu'elle est passible de la peine de mort,.
Deux personnes proches de Donald Trump déclarent au New York Times que le comportement dans le scandale est typique de ses relations téléphoniques avec les dirigeants du monde. Giuliani défend Trump, qualifiant la demande au président ukrainien de « parfaitement appropriée », tout en indiquant que lui-même a peut-être fait une demande similaire aux responsables ukrainiens. Giuliani avait été accusé d'avoir participé à la campagne de pression ukrainienne dans le rapport du lanceur d'alerte.

## Procédure

### Déclenchement et débuts
Le 24 septembre 2019, la controverse concernant Donald Trump et l'Ukraine conduit la démocrate Nancy Pelosi, présidente de la Chambre des représentants, initialement réticente à cette idée à l’approche de l’élection présidentielle de 2020, à accepter le déclenchement de la procédure de destitution pour avoir trahi son serment, la sécurité nationale des États-Unis et l'intégrité du processus électif,,,. Le 31 octobre 2019, la Chambre des représentants décide de formaliser l'enquête et le caractère public des auditions.
Joseph Maguire, directeur du renseignement national par intérim qui a retardé la plainte du dénonciateur d'atteindre le Congrès, témoigne devant le comité du renseignement de la Chambre des représentants le 26 septembre 2019. Il défend sa décision de ne pas transmettre immédiatement la plainte du dénonciateur au Congrès et explique qu'il a consulté le conseiller de la Maison-Blanche et le bureau du conseiller juridique du ministère de la Justice, mais qu'il n'a pas été en mesure de déterminer si le document était protégé par le privilège exécutif[Quoi ?]. Les Démocrates de la commission mettent en doute ses actions, arguant que la loi exige qu'il leur « transmette » ces plaintes. Maguire réplique que la situation était unique puisque la plainte concerne des communications du président. Les membres du comité du renseignement demandent également au directeur pourquoi il a choisi de consulter des avocats de la Maison-Blanche alors qu'il n'était pas tenu de le faire par la loi, ce à quoi il a répondu qu'il pensait « qu'il serait prudent d'avoir un autre avis »[réf. nécessaire].
Le lendemain du témoignage de Maguire, une demande d'assignation est émise par la Chambre pour obtenir des documents que le secrétaire d'État Mike Pompeo avait refusé de divulguer plus tôt. Ces documents comprennent plusieurs interactions entre Trump, Giuliani et des représentants du gouvernement ukrainien. La citation à comparaître intervient après que plusieurs demandes de la Chambre pour obtenir des documents du secrétaire d'État ont été refusées.
Après les deux premières auditions publiques, qui ont lieu le 13 novembre 2019, John Dean, qui est l’un des personnages importants du scandale du Watergate, ayant provoqué en 1974 la démission de Richard Nixon, explique à CNN que « ce qui [l]'a frappé en écoutant ces deux témoins, c'est qu'ils ont déjà plus que ce qu'ils avaient contre Richard Nixon pour le destituer ».
Trump et ses alliés républicains font constamment bloc contre l'enquête de la Chambre et dénoncent un processus partisan, une kangaroo court, une trahison ou un coup d'État,. Ils utilisent également les propos des démocrates du Congrès 21 ans plus tôt pour s'opposer à l'impeachment de Bill Clinton, qu'ils qualifient comme un « processus illégitime » et une « négation du résultat des élections »,.
Le 5 décembre 2019, Nancy Pelosi annonce avoir demandé au président de la commission judiciaire de rédiger l'acte d'accusation à l'encontre du président Donald Trump, afin qu’il soit ensuite voté à la majorité simple. Si le vote est favorable à la mise en accusation de Donald Trump, le président des États-Unis sera envoyé devant le Sénat pour un procès en destitution. Si la plupart des analystes politiques s'accordent sur la probable mise en accusation de Donald Trump par la Chambre des représentants, où les démocrates ont la majorité, la destitution serait quant à elle improbable en raison de la majorité républicaine au Sénat, où la décision de culpabilité doit être acquise à la majorité des deux tiers (67 sièges sur 100) selon la Constitution des États-Unis.

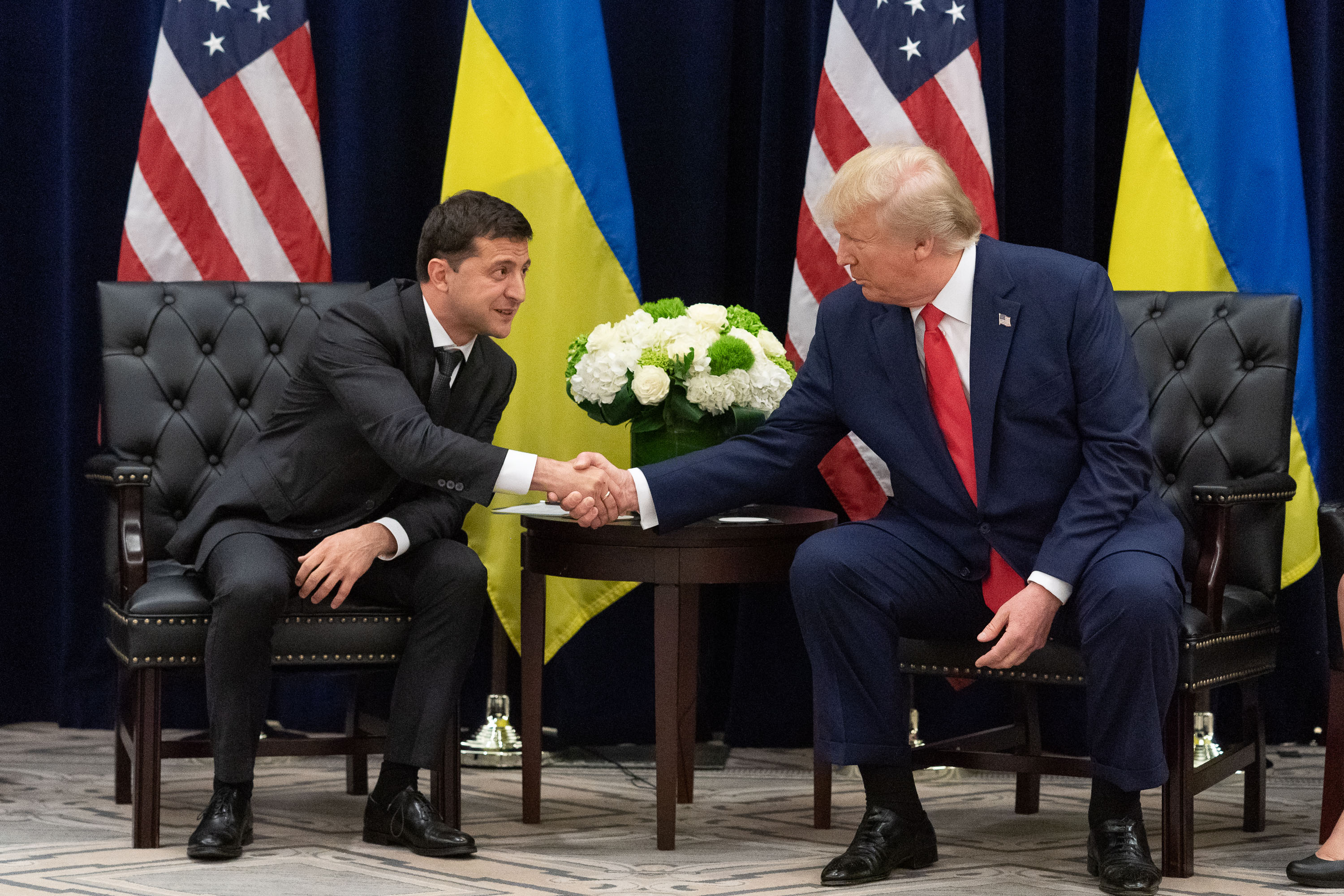
Le président ukrainien Volodymyr Zelensky et le président américain Donald Trump en septembre 2019.
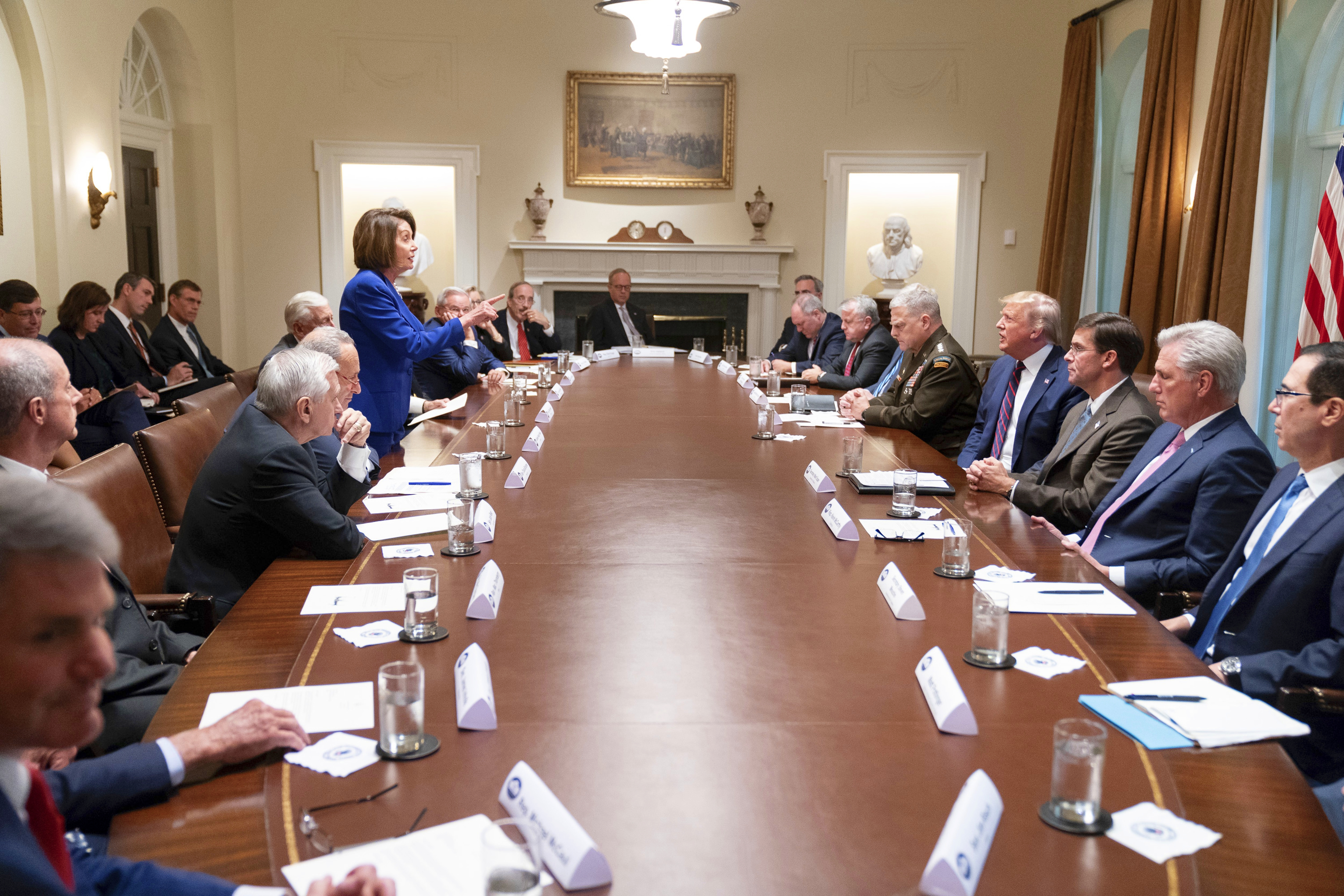
Donald Trump face à Nancy Pelosi, le 16 octobre 2019 à la Maison-Blanche.
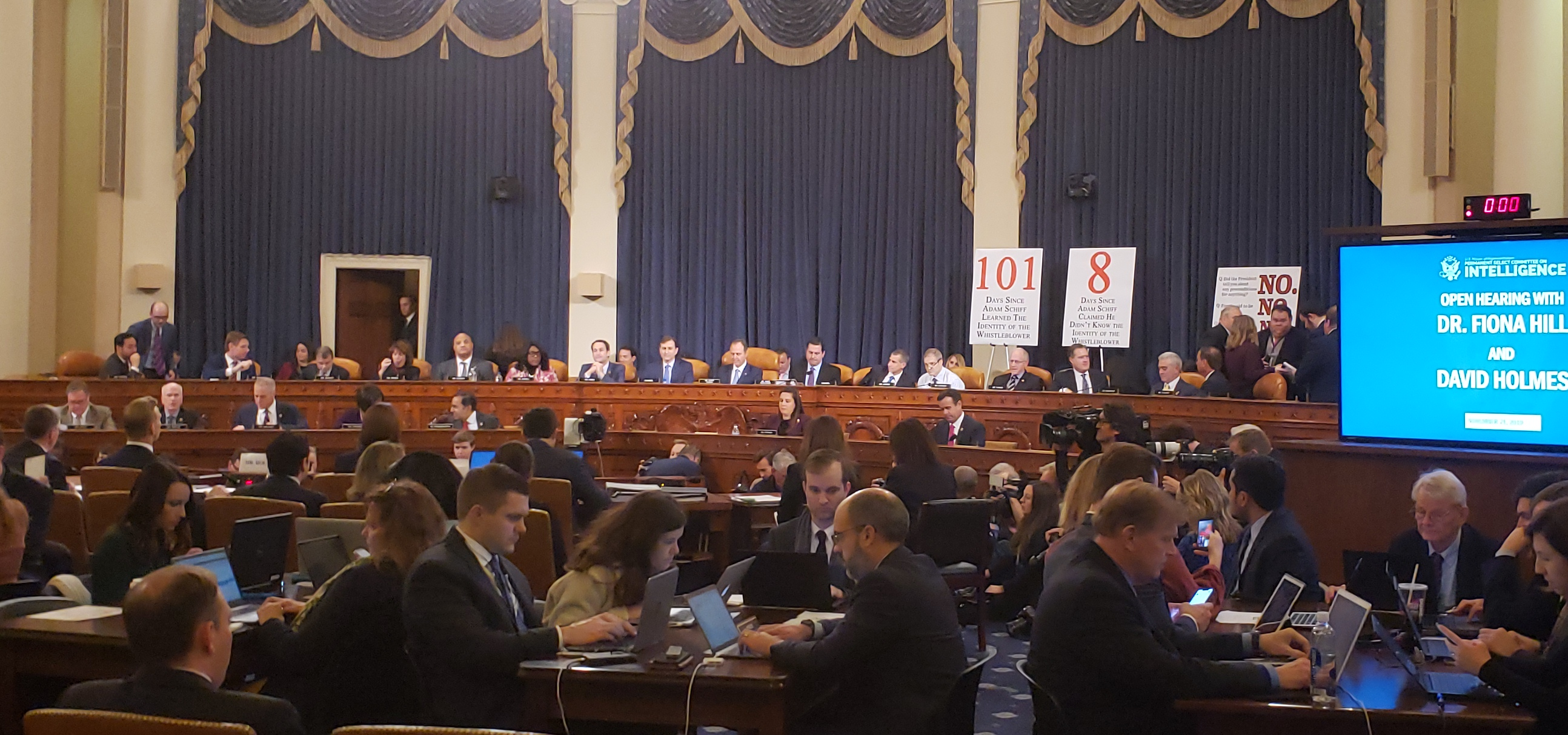
Audition parlementaire de Fiona Hill et David Holmes le 21 novembre 2019, dans le cadre de la procédure de mise en accusation.
- Rapport du comité judiciaire de la Chambre.

### Mise en accusation par la Chambre des représentants
Le 10 décembre 2019, les démocrates de la Chambre des représentants présentent officiellement les deux chefs d'accusation retenus contre le président Donald Trump, à savoir « abus de pouvoir » et « entrave à la bonne marche du Congrès »,.
Le 13 décembre 2019, la commission judiciaire de la Chambre vote les articles de mise en accusation. Le scrutin suit les lignes partisanes. Le 18 décembre 2019, dans la soirée, Donald Trump est officiellement mis en accusation (impeached) par la Chambre des représentants. Le premier article d'accusation est adopté par 230 voix contre 197, et le second par 229 voix contre 198. Excepté la défection de quatre élus démocrates, le vote est strictement partisan. Il en fallait au minimum 216 pour les valider. Donald Trump devient ainsi le troisième président des États-Unis à être mis en accusation. Auparavant, deux autres présidents, les démocrates Andrew Johnson en 1868 et Bill Clinton en 1998, ont connu une telle mise en accusation sans que cela aboutisse à une destitution. Le républicain Richard Nixon, empêtré dans le scandale du Watergate, avait, quant à lui, préféré démissionner en 1974, quelques jours avant le vote de la Chambre. La veille du vote, le 17 décembre, Donald Trump envoya une lettre de protestation à la présidente de la Chambre, Nancy Pelosi.
- Rapport d'enquête sur la destitution Trump-Ukraine publié le 3 décembre 2019.
- Contre-rapport républicain.
- Résolution 755 de la Chambre des représentants sur les actes d'accusation.
- Lettre de Donald Trump à Nancy Pelosi, le 17 décembre 2019.

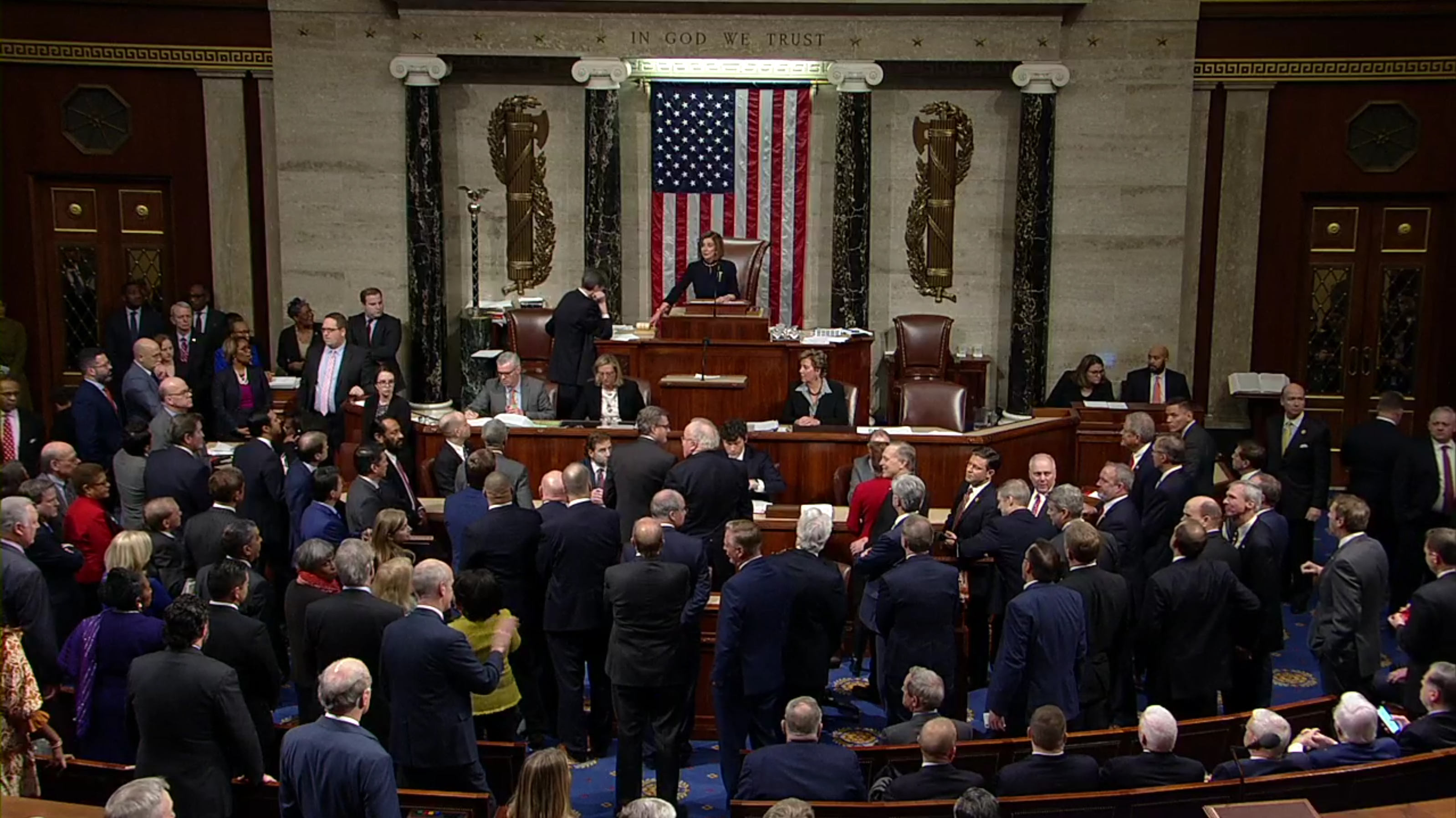
La Chambre des représentants durant la lecture des résultats des votes de mise en accusation, le 18 décembre 2019.

### Procès en destitution devant le Sénat
Le procès du président Donald Trump devant le Sénat des États-Unis commence le 16 janvier 2020, avec la lecture solennelle des actes d'accusation par le représentant Adam Schiff et la prestation de serment des sénateurs, après la signature et la transmission des articles de mise en accusation par la présidente de la Chambre des représentants la veille, 15 janvier,. Nancy Pelosi a attendu environ un mois avant de transmettre les actes d'accusation au Sénat, en raison de désaccords avec les républicains sur les modalités du procès. Donald Trump, qui dénonce une « arnaque » et une « chasse aux sorcières », est jugé pour « abus de pouvoir » et « entrave à la bonne marche du Congrès », selon les chefs d'accusation votés par la Chambre le 18 décembre 2019.
Le procès est présidé par John Roberts, président de la Cour suprême des États-Unis, qui, après avoir lui-même prêté serment devant le sénateur Chuck Grassley, président pro tempore du Sénat, assermente le 16 janvier l'ensemble des sénateurs, à la fois juges et jurés. Sept représentants démocrates, désignés par la Chambre le 15 janvier 2020, font office de procureurs chargés des poursuites au Sénat contre le président accusé. Ces sept représentants sont Hakeem Jeffries, Sylvia Garcia, Val Demings, Zoe Lofgren, Jason Crow, Jerrold Nadler et Adam Schiff, qui est « procureur en chef ». La défense parlementaire est assurée par les représentants républicains Doug Collins, Mike Johnson, Jim Jordan, Debbie Lesko, Mark Meadows, John Ratcliffe, Elise Stefanik et Lee Zeldin. La défense personnelle de Donald Trump est quant à elle représentée par une équipe d'avocats, lobbyistes, conseillers et juristes dirigée par Pat Cipollone, conseiller juridique de la Maison-Blanche, ainsi que Jay Sekulow, avocat personnel du président qui l'avait déjà représenté dans l'affaire du Russiagate. Dans cette équipe figurent également pour les assister Kenneth Starr, ancien juge fédéral, Alan Dershowitz, Pam Bondi, Jane Raskin, Eric Herschmann, Robert Ray, Michael Purpura et Patrick F. Philbin. Starr et Dershowitz ont été les partisans de l'impeachment de Bill Clinton deux décennies plus tôt.
La première audience est reportée et se tient le 21 janvier 2020. Les premiers échanges concernent les négociations sur les règles à établir pour l'organisation du procès. Les élus chargés de l'accusation, qui argument en premiers, disposent de 24 heures de plaidoirie, étalées sur trois jours, tout comme les élus et avocats chargés de la défense. Ainsi, du 22 au 24 janvier 2020, les sept élus chargés du rôle de procureurs accusent Donald Trump d'avoir violé la loi, de s'être pris « pour un roi » et d'être « un danger pour la démocratie ». Le 25 janvier, les avocats de la défense entament à leur tour leur plaidoirie en affirmant que « le président n’a absolument rien fait de mal ». Le 26 janvier, The New York Times rapporte des révélations de John R. Bolton, ancien conseiller à la sécurité nationale, inscrites dans un livre qu'il s'apprête à publier, qui confortent les accusations portées contre le président et mettent à mal sa défense,. Le 28 janvier, dernier jour de plaidoirie de la défense, les avocats de Donald Trump demandent un acquittement rapide. Le 31 janvier, par une majorité de 51 voix contre 49, les sénateurs rejettent l'audition de nouveaux témoins, ouvrant la voie à un vote sur le verdict le 5 février suivant (un vote qui suit les lignes partisanes excepté Mitt Romney et Susan Collins qui votent avec les démocrates),.
Avant le début de la procédure, une grande partie des sénateurs républicains ont dénoncé les bases de l'impeachment. Il est indiqué qu'un vote pour destituer Trump est politiquement risqué de la part des sénateurs républicains, bien que Lamar Alexander, Rob Portman, Marco Rubio, Lisa Murkowski et Susan Collins (qui indique que Trump « sera plus prudent à l'avenir ») trouvent que l'action du président est une faute, mais qui ne mérite pas la destitution. Chris Van Hollen appelle à la censure et dénonce ces prises de positions : « les déclarations des sénateurs républicains indiquant que les actions du président sont inappropriées seraient comme dire "ces abus constitutionnels sont l'équivalent d'une infraction de stationnement". ».
Le 5 février 2020, le Sénat acquitte Donald Trump par 52 voix contre 48 pour le chef d'accusation d'abus de pouvoir, et par 53 voix contre 47 pour le chef d'accusation d'obstruction au Congrès,. Parmi les sénateurs membres du Parti républicain, seul Mitt Romney vote pour la destitution du président concernant le premier chef d’accusation (il vote contre le second). Le 7 février, Donald Trump limoge le lieutenant-colonel Alexander Vindman et l'ambassadeur des États-Unis auprès de l'Union européenne Gordon Sondland, qui avaient témoigné contre lui au début de la procédure de destitution.

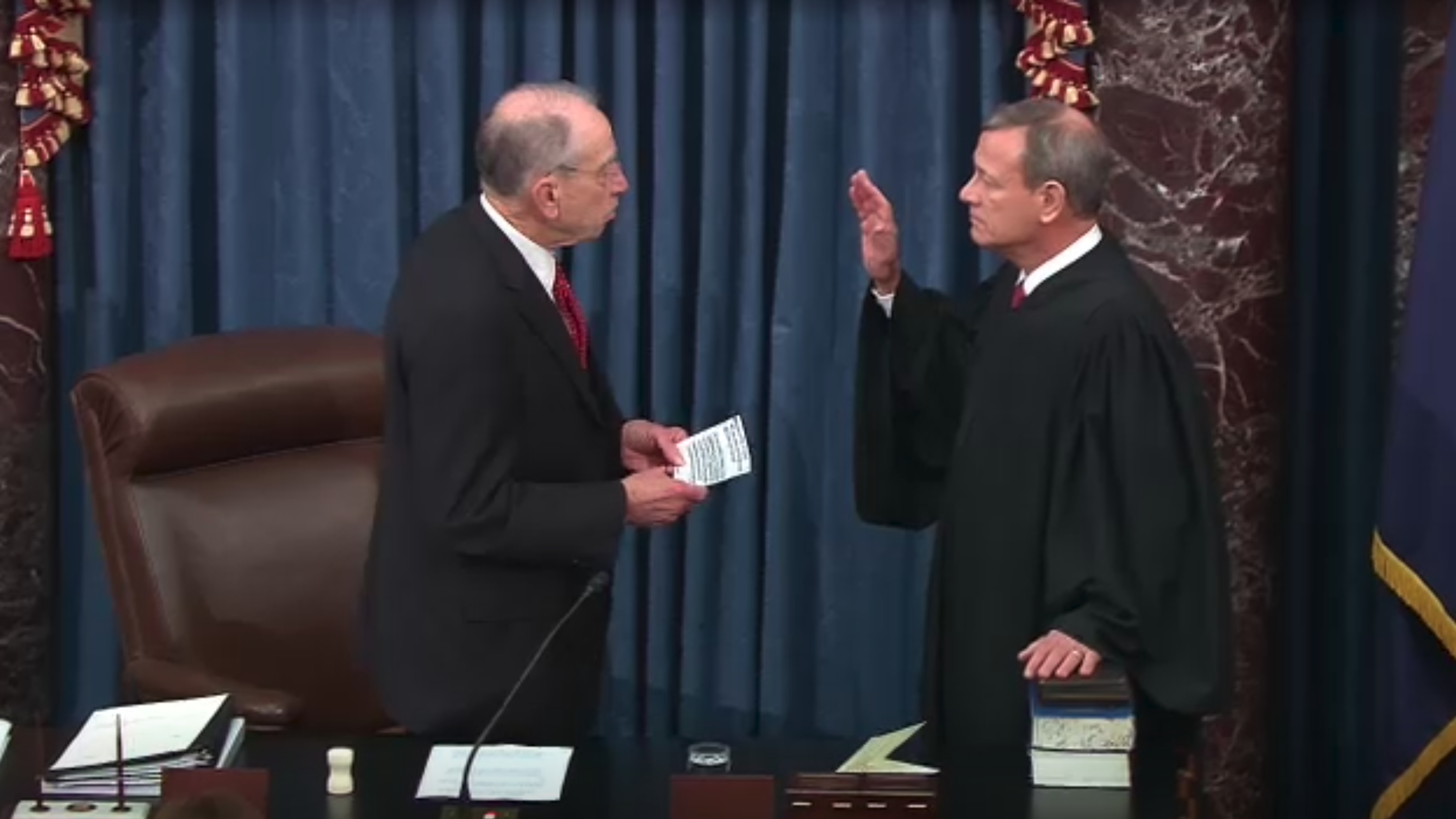
Le sénateur Chuck Grassley, président pro tempore du Sénat, administrant la prestation de serment du président de la Cour suprême John Roberts.
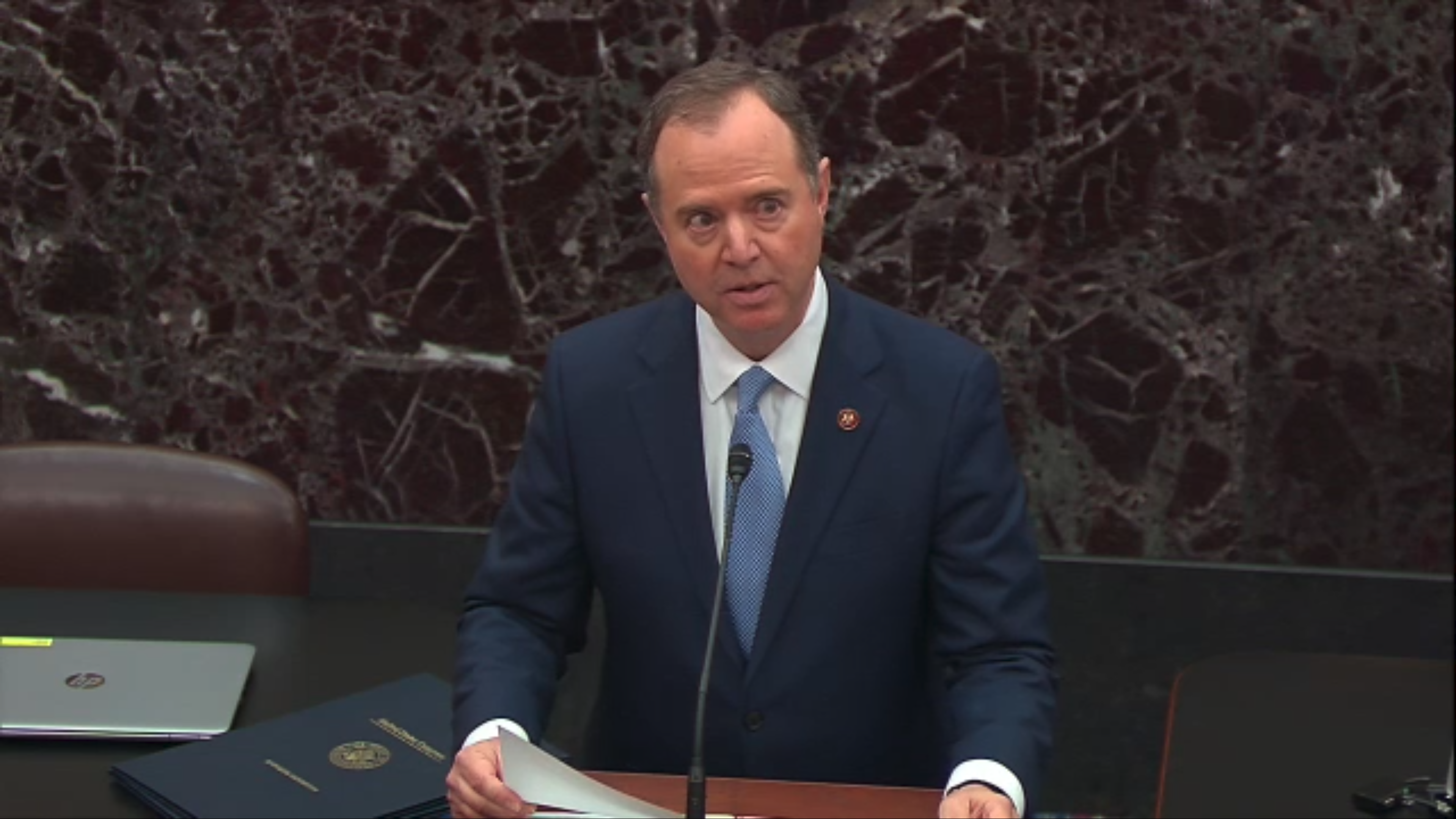
Adam Schiff lisant les articles de mise en accusation devant le Sénat, le 16 janvier 2020.
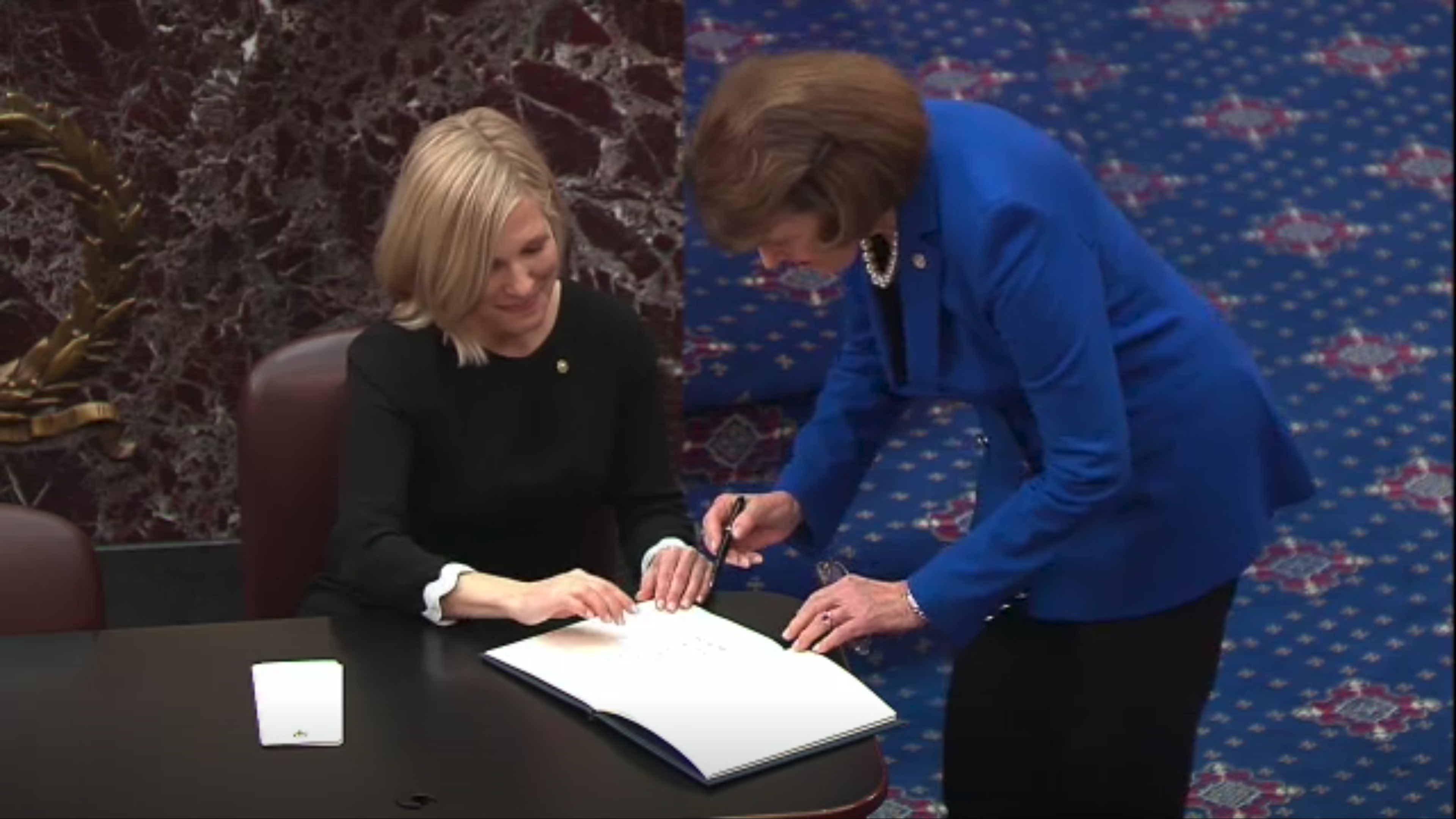
La sénatrice Dianne Feinstein signant le livre de serment.
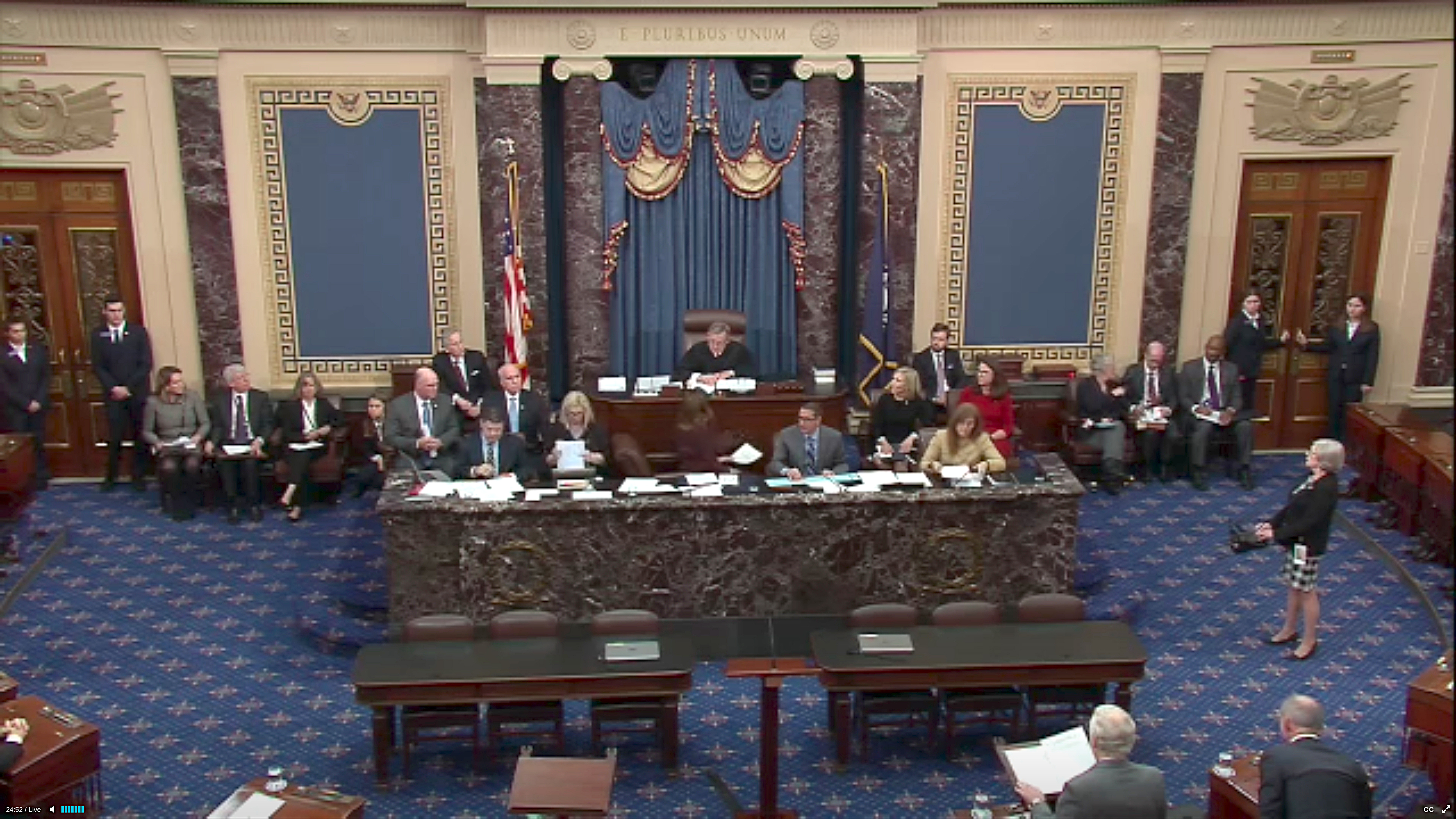
Le juge en chef John Roberts présidant la séance d'ouverture du procès de Donald Trump, le 16 janvier 2020.
- Mémorandum de la Chambre des représentants au procès de Donald Trump.
- Réponse de Donald Trump au mémorandum de la Chambre des représentants.
- Réplique de la Chambre des représentants à la réponse de Donald Trump.
- Mémorandum de Donald Trump durant son procès.
- Réponse de la Chambre des représentants au mémorandum de Donald Trump.

## Opinion publique
De nombreux sondages concernant la destitution sont effectués, les médias jugeant que l'opinion publique peut avoir une influence indirecte sur la procédure de destitution,. Par exemple, une enquête conduite pour CNN en mars 2019 indique que 36 % des Américains souhaitent la destitution de Donald Trump. À la fin septembre, dans le cadre de la controverse impliquant l’Ukraine, deux sondages (Morning Consult et NPR/PBS/NewsHour/Marista) font état d’un nombre quasi identique de sondés approuvant et désapprouvant l’idée d'une procédure de destitution,. En octobre 2019, selon un sondage publié par Fox News, 51 % des Américains sont favorables à cette destitution, contre 42 % selon un sondage du même type réalisé en juillet,. En revanche, des enquêtes réalisées en novembre 2019 par l’université Monmouth et l’université Quinnipiac font état d’une opposition à sa destitution de respectivement sept et trois points,. Le mois suivant, en décembre 2019, à l’approche de sa mise en accusation, Donald Trump bat son record de popularité avec 43 % d'opinions favorables (contre 52 % d'opinions négatives) selon l'université Quinnipiac et 51 % d'opinions favorables selon Ipsos. Pendant son procès, Gallup indique qu'il bat le record de popularité de sa présidence avec 49 % de bonnes opinions.

## Conséquences et suites

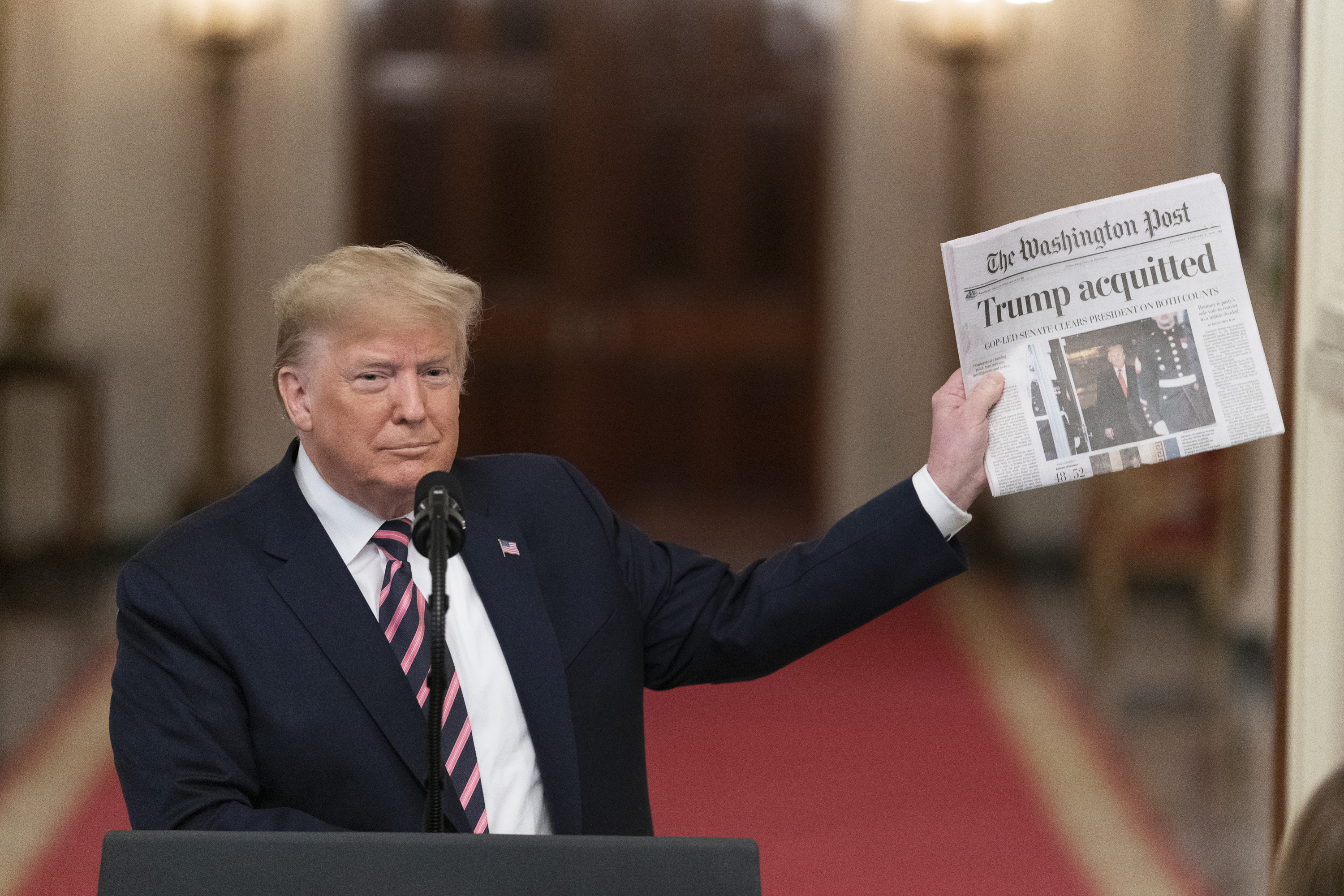
Donald Trump au lendemain de son acquittement par le Sénat, le 6 février 2020.

Peu avant l’acquittement de Donald Trump, l’historien français Pap Ndiaye estime que celui-ci « se servira tactiquement de l’impeachment pour sa campagne de réélection » en vue de l’élection présidentielle de novembre 2020 : « Il saisit le moment pour intensifier sa campagne électorale. L’effet du procès est donc de polariser un peu plus l’électorat : ses partisans sont persuadés qu’il est victime de la presse et des démocrates ; les autres qu’il a encore une fois manipulé les institutions à son avantage et qu’il est dangereux pour la démocratie ».
Une seconde procédure de destitution de Donald Trump est lancée à la suite de l'assaut du Capitole par ses partisans en janvier 2021, ce qui fait de lui le premier président américain à être mis deux fois en accusation.